# ニューキャッスル (デラウェア州)
ニューキャッスル（英:New Castle）は、アメリカ合衆国デラウェア州のニューキャッスル郡にある都市。人口は5,551人（2020年）。郡庁所在地ウィルミントンの南10キロメートルに位置している。デラウェア湾の最奥部、デラウェア川の河口付近にある。

## 歴史
ニューキャッスルは1651年にオランダ西インド会社のピーター・ストイフェサントによって、元インディアン集落だった「トマコンク」（ビーバーの場所という意味）の地に設立されたのが始まりだった。ニューキャッスルの最初の名前はカシミア砦だった。1654年、ニュースウェーデンが三位一体の主日(Trinity Sunday)にここを占領して、トリニティ砦（スウェーデン語:Trefaldigheet）と改名された。翌年、オランダが取り戻し、「ニーウ・アムステル」と再度名前を変えた。1664年、イギリスがロバート・カー卿の指揮でオランダ人を追い出し、ニューキャッスルと変えられた。オランダは1673年に再度この町を占領したが、翌年、ウェストミンスター条約に基づいてイギリスに返還された。1680年、ヨーク公ジェームズがウィリアム・ペンに土地を移管し、1682年にペンが初めてアメリカの大地に足跡を残したのがこの地になった。この土地の移管についてはボルティモア卿から異議申し立てがあり、その境界紛争は歴史上メイソン＝ディクソン線と呼ばれるものを定めたメイソンとディクソンによる測量が行われるまで解決できなかった。
デラウェア植民地の議会議事堂で最初の州庁舎にもなったコートハウス頂上の尖塔は、デラウェアの北側境界線でありメイソン＝ディクソン線の一部を形成する12マイル (19 km) 円の中心点とされた。この半径内にあるデラウェア川で対岸の低潮線までがデラウェア州の一部となっている。このためにデラウェア記念橋は州間連絡路としてデラウェア州が架けたが、隣のニュージャージー州から財政的援助は無かった。
伝統的なメイソン＝ディクソン線は実際に州の西側のものだが、デラウェア州の州境はすべてこの測量チームによって確立された。この線は歴史的に奴隷州である南部と自由州である北部を分ける意味合いもあった。デラウェア州は奴隷州であり、南北の問題に関しては南部側に付いて投票した。デラウェア州北部のニューキャッスル郡は工業化が進んで北部との結びつきが強く、南部のケント郡とサセックス郡は農業社会のままであって奴隷制に基づいていた。南北戦争の間、デラウェア州は境界州となった。
ウィリアム・ペンがフィラデルフィアを設立するまでは、ニューキャッスルが政府の中心だった。ペンの支配に移管された後、デラウェアは別の立法機関を請願し1702年に認められた。ニューキャッスルは再度植民地首都になったが、アメリカ独立戦争のとき、ニューキャッスルが包囲されて、政府機能は南のドーバーに移された。ニューキャッスルは南北戦争まで郡庁所在地だった。アメリカ独立宣言の署名者の内2人、すなわちトマス・マッキーンとジョージ・リードはニューキャッスル出身だった。
ニューキャッスルは国内で2番目に古い鉄道であるニューキャッスル・アンド・フレンチタウン鉄道（1832年開通）の西側終点だった。この鉄道はデルマーバ半島を横切ってメリーランド州のエルク川まで行き、そこからは、定期船に乗り換えてボルティモアやさらに南部の地点に旅することができた。
ニューキャッスル市はしばしば「オールド・ニューキャッスル」と呼ばれることがある。ニューキャッスルでは83年の伝統がある家屋と庭園のツアーが開かれている。毎年5月の第3土曜日に「オープン・ハウス」があり、古い家屋、教会および公共の建物が一般に公開される。家屋の所有者達は植民地時代の衣装に身を包む。また町の多くある歴史的建築物保守のために少額の入場料が請求されている。

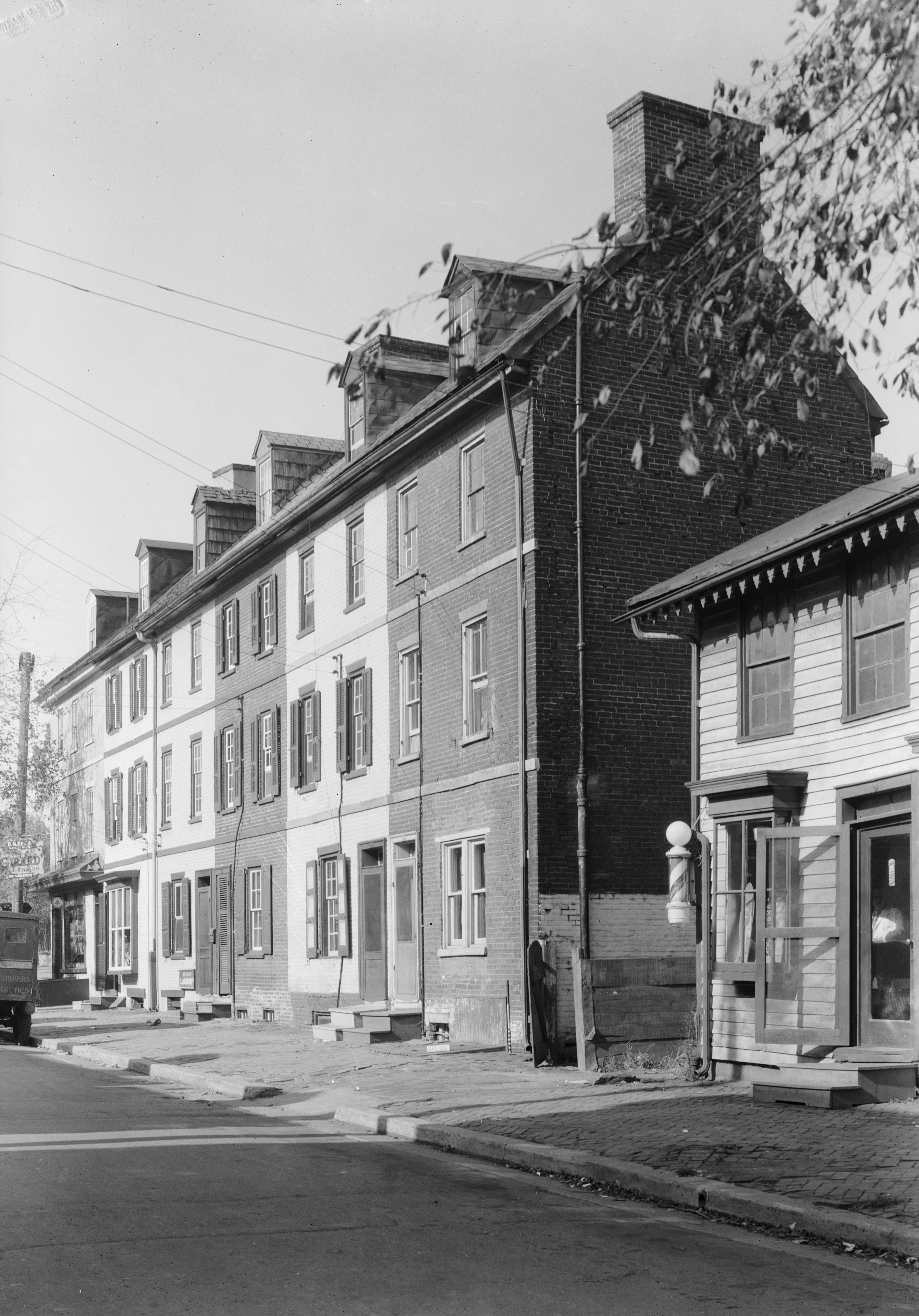
クラウドの家並み、デラウェア通り117-125、1936年撮影

### 注目すべき歴史史跡
- アムステル・ハウス、4番街東2、ニューキャッスル歴史協会の本部（入場料が必要）
- ストーナム、ジョージ・リードの旧居
- リード・ハウスと庭園、ストランド街42、ジョージ・リード2世の旧居、1801年から1804年の間に建設され、現在はデラウェア歴史協会が所有し運営している、アメリカにおけるジョージア様式から連邦様式に移行するときの建築の例である（入場料が必要）
- ブース・ハウス、デラウェア通り216、1730年に建設され以降多くの改装が行われた、ジェイムズ・ブース・ジュニア判事の生誕地
- ギルピン・ハウス、デラウェア通り210、町でも最古級の建築物、3度改装され、当初の正面は曖昧になった、町のホテル・酒場として建てられ、1920年の禁酒法まで続いた、1820年には「アメリカ合衆国のアームズ」と呼ばれていた、現在は銀行と5軒のアパートが入っている
- イマニュエル聖公会教会、グリーン通り、1703年建設
- オールド・ニューキャッスル郡庁舎、デラウェア通りのギルピン・ハウス向かい、当初の植民地議会議事堂、デラウェア州初代庁舎、郡庁所在地がウィルミントンに移された1882年まで庁舎として機能した
- オールド・"ダッチ"・ハウス、1700年頃建設、町でも初期に典型的な小規模住居（入場料が必要）
- ニューキャッスル・アカデミー、グリーン通り、1789年建設
- 武器庫、グリーン通り、1809年建設、イギリスとの戦争可能性が強くなったときに建設、実際には3年後に開戦、以降学校や病院など多くの公共の用途に供され、現在はレストランとなっている
- トマス・マッキーンの家、ストランド街22
- アーチボルド・アレクサンダーの家、グリーン通り26-28、1800年建設
- ヴァン・ロイフナイの家、デラウェア通りとストランド街南東角、1730年建設
- ケンジー・ジョーンズの家、3番街1、1789年建設
- タウンホールとマーケットプレース、2番街とデラウェア通り角、1826年建設
- ガニング・ベッドフォードの家、ストランド街6、1730年建設
- ニューキャッスル・フレンチタウン鉄道切符売り場、デラウェア通り末端、1832年建設
- 古い長老派教会、古いタウンホール向かい、1707年建設
- ジャンビア・ハウス、デラウェア通り208、1800年建設
- ウィリアム・ペンのゲストハウス、1680年頃建設、町でも最古の建物、ペンがアメリカ大陸に足を踏み入れたとき、その友人と地元の判事が住むこの家に歩いていき、1夜を過ごしたという伝説である
- レズリー荘館、7番街西123、1855年にアレン・ヴーアヒーズ・レズリーのために建設、ウィルミントン・オペラハウスも設計したボルティモアのトマス・ディクソンとジェイムズ・ディクソンが設計。1870年にレズリーが大きな翼を増設、地下から台所を移設。現在は個人住宅となっており、ゴシック式破風板、大きな青銅鋳物ガス・シャンデリアおよび5階の塔がある。

## 地理
ニューキャッスルは北緯39度39分53秒 西経75度33分55秒 / 北緯39.66472度 西経75.56528度に位置する。
アメリカ合衆国国勢調査局による報告では、市域全面積は3.2平方マイル (8.2 km2)、このうち陸地がほとんどを占め3.0平方マイル (7.9 km2) であり、水域は0.1平方マイル (0.3 km2)、水域率は3.79%である。
ニューキャッスルにはアメリカ合衆国で初めて築かれた堤防であるブロード・ダイクがある。

## 人口動態
以下は2000年の国勢調査による人口統計データである。
| 基礎データ - 人口: 4,862人 - 世帯数: 2,012世帯 - 家族数: 1,339家族 - 人口密度: 615.5人/km2（1,594.6人/mi2） - 住居数: 2,199軒 - 住居密度: 278.4軒/km2（721.2/mi2） 人種別人口構成 - 白人: 77.48% - アフリカン・アメリカン: 20.20% - ネイティブ・アメリカン: 0.25% - アジア人:0.39% - 太平洋諸島系: 0.00% - その他の人種: 0.84% - 混血: 0.84% - ヒスパニック・ラテン系: 2.41% | 年齢別人口構成 - 18歳未満: 21.8% - 18-24歳: 7.8% - 25-44歳: 28.6% - 45-64歳: 27.5% - 65歳以上: 14.4% - 年齢の中央値: 40歳 - 性比（女性100人あたり男性の人口） - 総人口: 88.3 - 18歳以上: 85.6 世帯と家族（対世帯数） - 18歳未満の子供がいる: 26.2% - 結婚・同居している夫婦: 47.1% - 未婚・離婚・死別女性が世帯主: 14.9% - 非家族世帯: 33.4% - 単身世帯: 27.7% - 65歳以上の老人1人暮らし: 9.8% - 平均構成人数 - 世帯: 2.42人 - 家族: 2.93人 |

### 収入
収入と家計
- 収入の中央値
  - 世帯: 52,449米ドル
  - 家族: 56,368米ドル
  - 性別
    - 男性: 40,153米ドル
    - 女性: 31,571米ドル
- 人口1人あたり収入: 24,052米ドル
- 貧困線以下
  - 対人口: 5.3%
  - 対家族数: 3.9%
  - 18歳以下:5.8%
  - 65歳以上: 7.5%

## 教育
ニューキャッスルの教育はコロニアル学区委員会 とニューキャッスル公共図書館 が受け持っている。

## 著名な住人
- ジョージ・リード1世、アメリカ独立宣言とアメリカ合衆国憲法に署名、ニューキャッスルのストランド街に住んだ、デラウェア州知事、ニコラス・ヴァン・ダイクと共にニューキャッスルに住んだ2人の知事の1人
- ジョン・ウォルター・ブラットン、ニューキャッスルで祖母に育てられた、ブロードウェイでの長い経歴の中で250曲以上の歌を発表した、最も有名な曲は「テディベアのピクニック」
- トマス・ホルコーム、第一次世界大戦の英雄
- ヴィニー・ムーア、ロック・ギター奏者
- デイブ・メイ、メジャーリーグベースボール選手、ボルチモア・オリオールズ、ミルウォーキー・ブリュワーズ、アトランタ・ブレーブス、テキサス・レンジャーズ、およびピッツバーグ・パイレーツ
- ジェフ・オータ、アメリカンフットボール選手、 カロライナ・パンサーズのデフェンシブ・タックル
- ライアン・フィリップ、俳優
- シーザー・ロドニー、パトリオット、アメリカ独立宣言に署名